# Dominik Puchała
Dominik Puchała (ur. 1998) – polski psycholog, kulturoznawca, badacz emancypacji i działacz społeczny.

## Kariera naukowa
Magister artes liberales (Wydział „Artes Liberales” Uniwersytetu Warszawskiego) i psychologii (Wydział Psychologii Uniwersytetu Warszawskiego). Od 2024 roku pracownik działu naukowego w Instytucie Myśli Politycznej im. Gabriela Narutowicza. Jego badania poświęcone są zjawisku przejmowania słów obraźliwych przez mniejszości. Trzykrotnie otrzymał stypendium Ministerstwa Edukacji i Nauki za znaczące osiągnięcia naukowe. Laureat programu „Perły Nauki” (dawniej: Diamentowy Grant). Prowadził zajęcia dla studentów m.in. na Wydziale Psychologii Uniwersytetu Warszawskiego oraz w Instytucie Psychologii Akademii Pedagogiki Specjalnej im. Marii Grzegorzewskiej w Warszawie. Od 2025 roku jest członkiem zespołu redakcyjnego Journal of Homosexuality wydawanego przez Taylor & Francis.

## Działalność społeczna i polityczna

### Działalność na rzecz osób LGBT

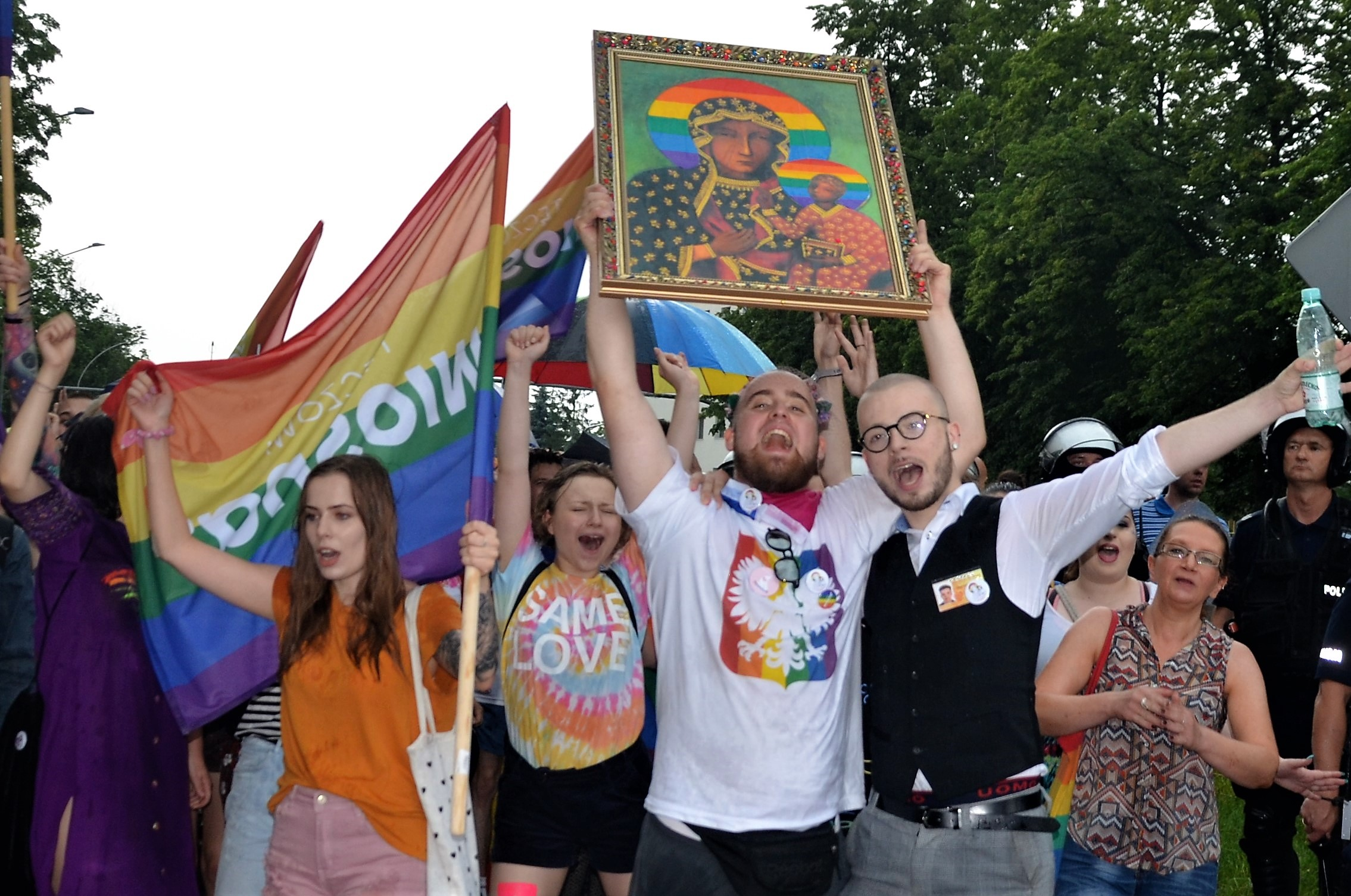
II Marsz Równości w Częstochowie i kontrowersyjne transparenty: tęczowe godło Polski oraz kopia obrazu Czarnej Madonny w tęczowej aureoli (2019). Na zdjęciu obraz trzyma Michał Goworowski, organizator Marszu Równych w Gdyni. Obok stoi Dominik Puchała, organizator Marszu Równości w Częstochowie.

Od 2018 roku Puchała jest współorganizatorem Marszu Równości w Częstochowie. Podczas corocznych marszów używano symboli takich jak Czarna Madonna w tęczowej aureoli oraz polska bandera ozdobiona tęczą LGBT. Narracje wokół m.in. tego rodzaju symboli analizuje Puchała w swojej książce.

#### Zatrzymanie podczas demonstracji przeciwko aresztowaniu Margot
7 sierpnia 2020 roku Dominik Puchała był jednym z prawie 50 zatrzymanych podczas demonstracji na Krakowskim Przedmieściu w Warszawie. Uczestnicy nielegalnego zgromadzenia wyrażali swój sprzeciw wobec aresztowania aktywistki LGBT+ Margot. Po zatrzymaniu Puchała przez kilkanaście godzin przebywał w ośrodku dla zatrzymanych w Legionowie, gdzie – zgodnie z jego deklaracją – jeden z policjantów groził mu gwałtem. O zatrzymaniu Puchała mówił: „Jak określiłbym zachowanie policjantów, z którymi miałem do czynienia? Niewątpliwie jako wyraz bezmyślności. Momentami były to też zachowania brutalne, część określiłbym nawet okrucieństwem”. Zgodnie z wyrokiem sądu Puchała został niewątpliwe niesłusznie zatrzymany od 7 sierpnia 2020 r. godz. 21.00 do 8 sierpnia 2020 r. godz. 18.40, za co w pierwszej instancji przyznano mu zadośćuczynienie w wysokości 10 000 zł.

### Działalność antyfaszystowska
Dominik Puchała był jednym z założycieli Studenckiego Komitetu Antyfaszystowskiego, który od 2017 roku działał przy Uniwersytecie Warszawskim. Działacze SKA wielokrotnie blokowali marsze skrajnej prawicy oraz organizowali demonstracje o charakterze prorównościowym. W ramach działalności w Studenckim Komitecie Antyfaszystowskim Dominik Puchała współorganizował pierwsze w Polsce obchody upamiętniające ofiary getta ławkowego na Uniwersytecie Warszawskim. W 2021 roku za inicjatywy o charakterze antyfaszystowskim został wyróżniony Nagrodą im. Tadeusza Mazowieckiego. W 2022 roku został oskarżony o zniesławienie przez Marcina Rolę za nazwanie jego telewizji „proputinowską” w oficjalnej komunikacji Fundacji Akcja Demokracja. Sąd umorzył sprawę o zniesławienie, wskazując w uzasadnieniu: „[...] czynności podjęte przez Fundację Akcja Demokracja w związku z działalnością telewizji wRealu24 stanowiły tylko i wyłącznie reakcję na treści rzeczywiście publikowane przez ww. telewizję”.

### Działalność w Partii Razem
Dominik Puchała był członkiem Zarządu Okręgu Partii Razem w Częstochowie. W 2018 roku startował z pierwszego miejsca częstochowskiej listy Razem do Sejmiku Województwa Śląskiego. Uzyskał 1263 głosy i nie otrzymał mandatu.

## Monografie
- Tęczowa Matka Boska, Orzeł i Polka Walcząca: Emancypacyjne wykorzystywanie symboliki grup większościowych w Polsce, Warszawa 2020 (ISBN 978-83-66615-97-7). Książka prezentuje, jak przedstawiane są w mediach tęczowa Matka Boska, orzeł na tęczowym tle i Polka Walcząca[29].
- The Polish Independence March as a Contact Hub and a Model for European Extremism, Nowy Jork – Berlin 2023 (we współautorstwie).